# خنجر
الخَنْجَر من الأسلحة البيضاء القصيرة المصممة للطعن لها مقبض ونصل حاد و مدبب ويمكن أن تتوفر على غمد، جعل الشكل المميز و استعمالاته عبر التاريخ من الخنجر رمزا ثقافيا مهما.

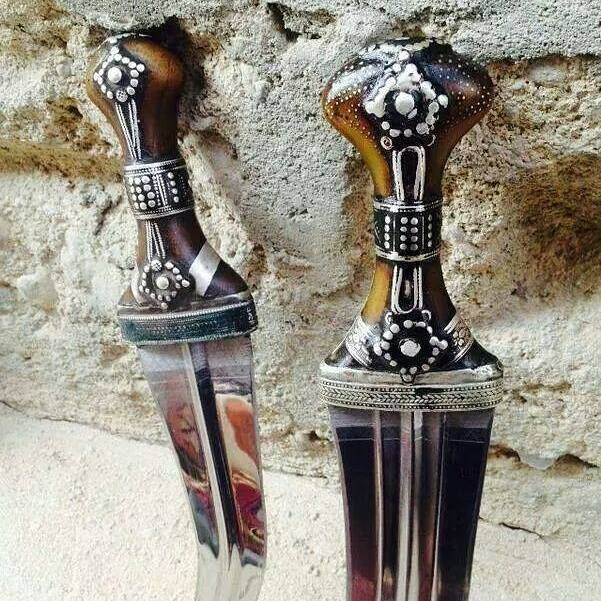
الخنجر الحضرمي

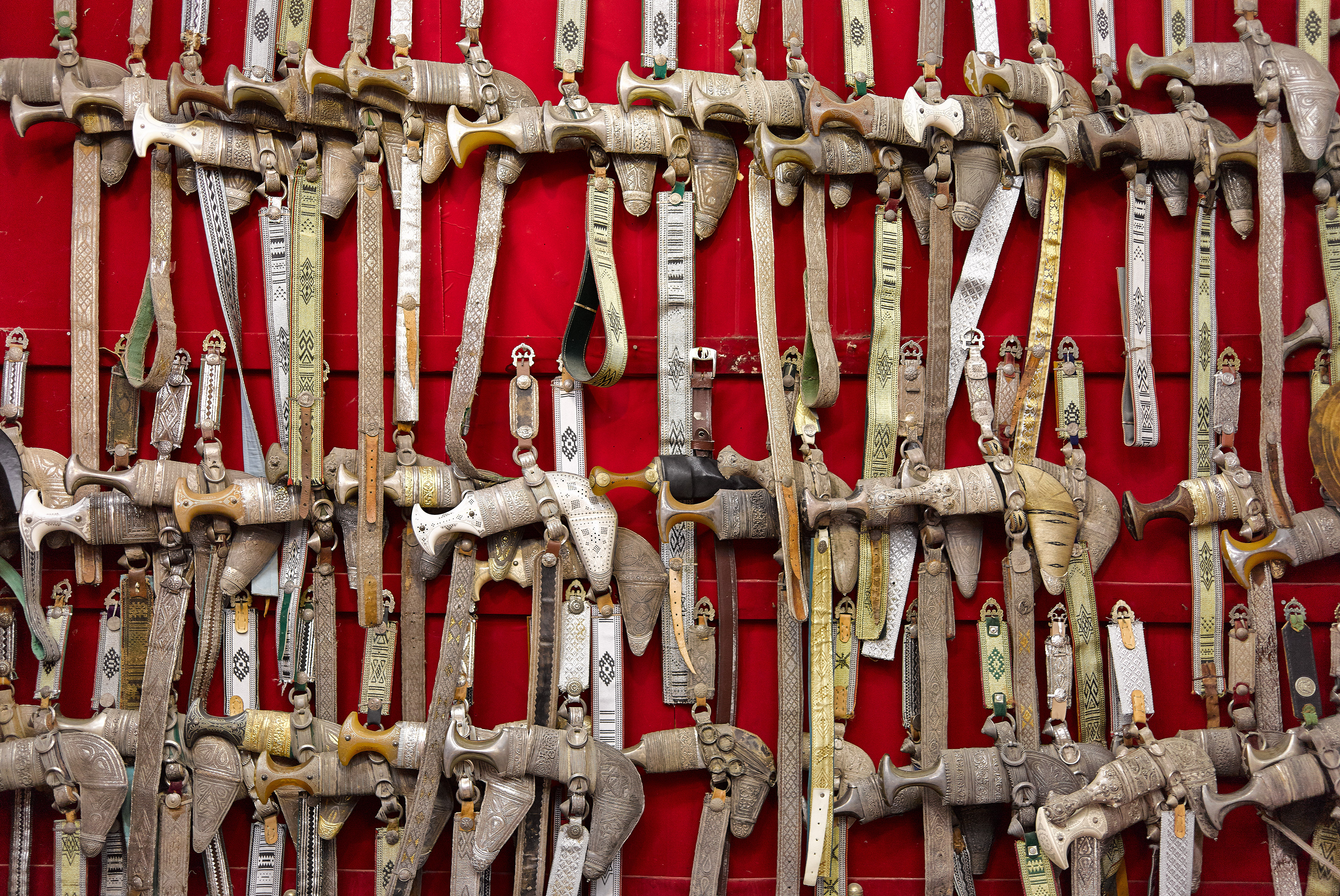
خناجر عمانية

## أصول الكلمة
روي حديثاً أن كلمة الخنجر فارسية الأصل وتعني فاعل الدم وعربيتها مُدية. مع ذلك يعتبر هذا القول ضعيف، حيث ان الخنجر له معانيه الخاصة واشتقاقه في اللغة العربية. وذكره ابن منظور مع مشابهاته في كتابه لسان العرب: وَالْخَنْجَرُ وَالْخِنجَرُ: السكين. ومن مسائل الكتاب: المرء مقتول بما قتل به، إن خنجرا فخنجر، وإن سيفا فسيف؛ قال: يطعنها بخنجر من لحم، ... تحت الذنابى، في مكان سخن جمع بين النون والميم وهذا من الإكفاء. والخنجر: اسم رجل، وهو الخنجر بن صخر الأسدي. ويعتبر الخنجر من أقدم الاسلحة العربية، حيث أنتجت تصاميم حجرية له في حضارة المقر ويقدر عمره بتسعة آلاف سنة. وتعتبر أقدم محفورات للخنجر العربي.

## تطور صناعة الخناجر
كانت الخناجر الأولى مصنوعة من مواد مثل الصوان أو العاج أو العظام في العصر الحجري الحديث. وصُنع بعضها من الحجر.
ظهرت الخناجر النحاسية أول مرة في أوائل العصر البرونزي، في الألفية الثالثة قبل الميلاد،  وعُثر على خناجر نحاسية من أوائل العصر المينوي الثالث (2400-2000 قبل الميلاد) في كنوسوس.

## الخنجر العربي
يعود أصل واقدم توثيق للخنجر العربي إلى حضارة المقر حيث أُوجدت تصاميم حجرية له في حضارة المقر ويقدر عمره بتسعة آلاف سنة. وبعدها تليه اليمن؛ بأقدم إشارة كتابية للجنبية المشتقة من الخنجر العربي بالنقوش اليمنية القديمة، حيث ورد فيها لفظ 𐩦𐩸𐩨 "ش ز ب" (شَزِيب) في أحد نقوش معبد أوام بعنى خنجر معقوف، ويقارنه الباحثون بالجنبية اليمنية، كما تظهر في تمثال الملك مَعْدِي كَرِب المحفوظ بالمتحف الوطني بصنعاء يعود بتاريخه إلى القرن الثامن قبل الميلاد، وهو يشد وسطه بحزام واضعاً جنبية عليه وتظهر خناجر على عدد من شواهد القبور الحضرمية البدائية من الألف الثالث والثاني قبل الميلاد.
ويشتهر من الخنجر العربي:

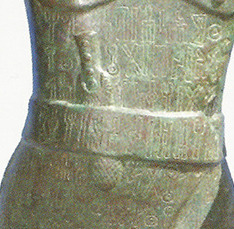
خنجر معدي كرب - المتحف الوطني صنعاء

- الجَنْبية تُصنع بكثرة في اليمن وتقسم إلى أنواع كثيرة منها الذي يُصنع في مناطق السعودية وتنسب لها بالتسمية مثل الجنبية الحجازية،[10] والعسيرية،[11] ومنها الذي ينسب لمناطق اليمن مثل الجنبية الحضرمية.
- الخنجر العماني وهو من الخناجر العربية التي تصنع في سلطنة عمان، على الرغم من أنه من غير المعروف متى أُنشئ الخنجر العماني أول مرة، إلا أنه عُثِر على منحوتات صخرية تجسد الخنجر على شواهد القبور الموجودة في الجزء الأوسط من منطقة رؤوس الجبال . ويعتقد أن هذه قد سبقت زمن دعوة محمد بن عبد الوهاب، التي حدثت في أواخر القرن الثامن عشر.[12]  ذُكِروا أيضًا في رواية كتبها روبرت بادبروغ من الجمهورية الهولندية، الذي سافر إلى مسقط في يونيو 1672.[13]
- خنجر سعودي هو نوع من الخناجر التي تُصنع في مناطق السعودية.[14]
- الشِّبْرِيَّة وهو خنجر عربي قصير غير معقوف يسمى بعض الأحيان بالجنبية. سُمي شبرية إلى طول نصلها الذي بطول شبر اليد. وتنتشر في بلاد الشام.[بحاجة لمصدر]

## الخنجر في أوروبا

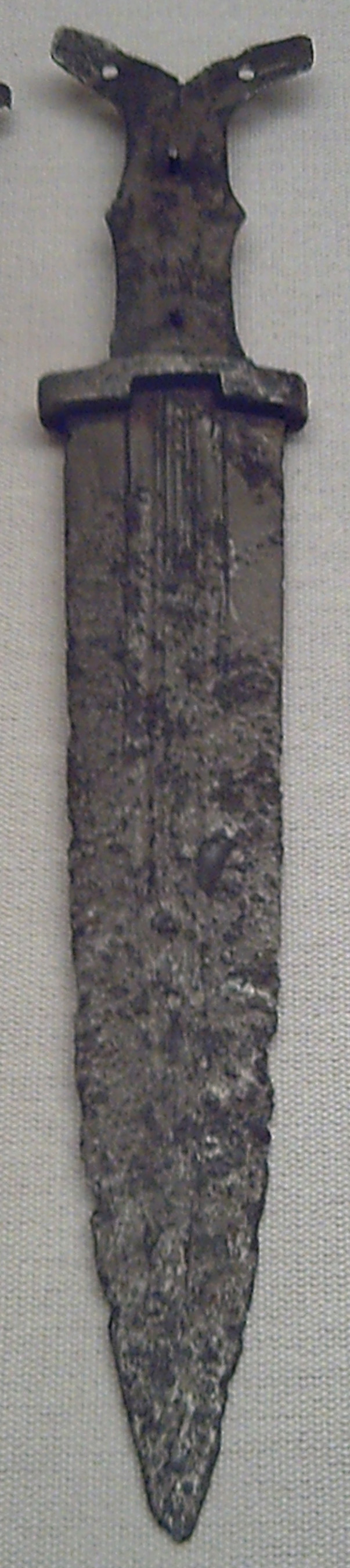
خنجر حديدي أيبيري من عصر ما قبل العصر الروماني تم صياغته بين منتصف القرن الخامس والثالث قبل الميلاد

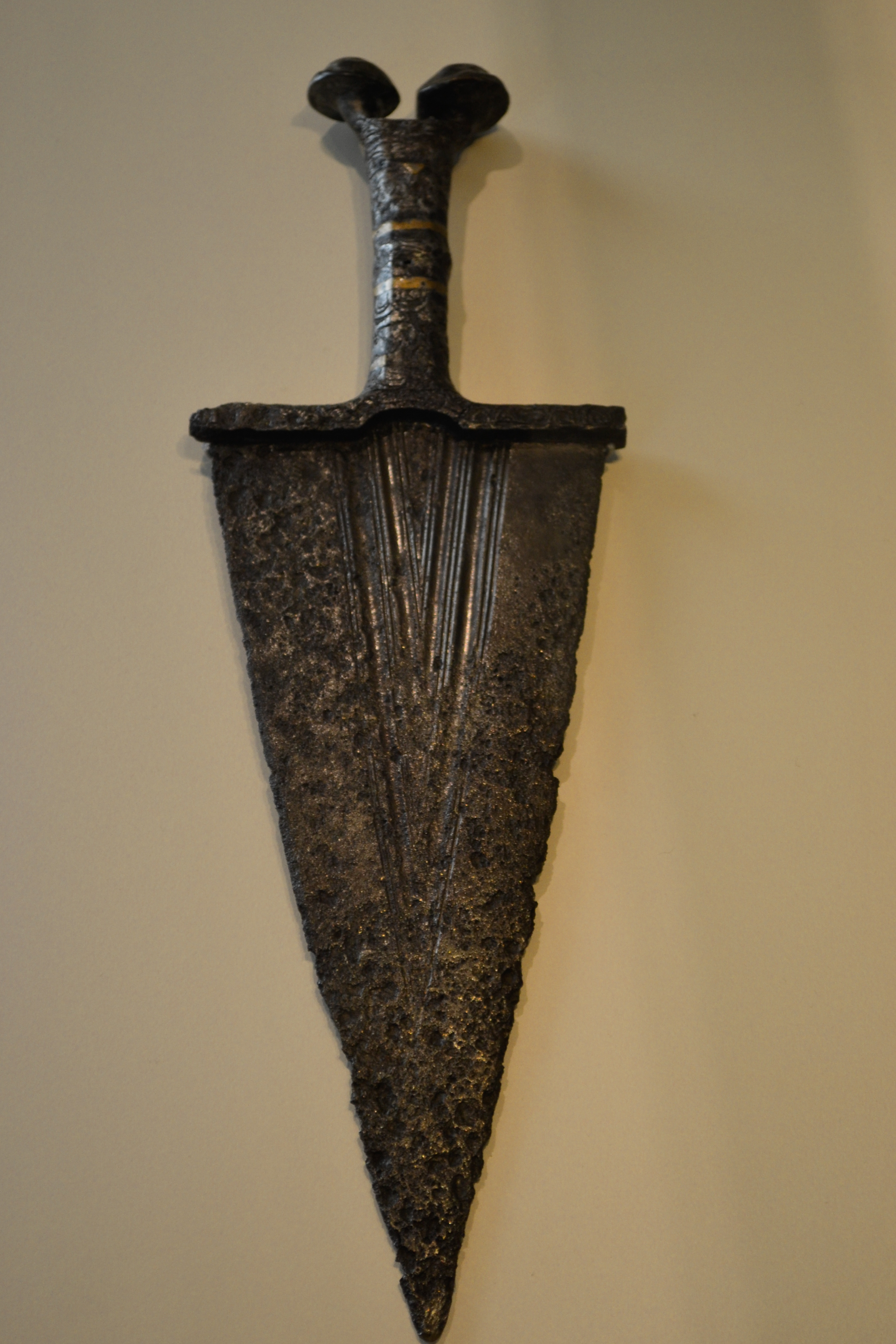
خنجر حديدي مثلثي أيبيري، قرابة  399-200 ق.م

أنتج الحرفيون والحدادون في أيبيريا (في ما يعرف الآن بجنوب إسبانيا وجنوب غرب فرنسا) العديد من الخناجر والسيوف الحديدية ذات الجودة العالية من القرن الخامس إلى القرن الثالث قبل الميلاد، في زخارف وأنماط متأثرة بالثقافة اليونانية والبونيقية (القرطاجية) والفينيقية.  النقاء الاستثنائي للحديد الأيبيري والطريقة المتطورة للتزوير، والتي تضمنت الطرق البارد، أسلحة ذات حدين ذات جودة ممتازة.  يمكن للمرء أن يجد تصميمات متقدمة تقنيًا مثل السكاكين القابلة للطي الصدئة بين القطع الأثرية للعديد من مدافن حرق الجثث في العصر الحديدي الأيبيري الثاني أو في حفريات الإمبراطورية الرومانية في جميع أنحاء إسبانيا والبحر الأبيض المتوسط.  حمل جنود المشاة الأيبيريون عدة أنواع من الخناجر الحديدية، معظمها يعتمد على نسخ مختصرة من السيوف ذات الحدين، لكن الخنجر الأيبيري الحقيقي كان له نصل مثلث الشكل. اعتمد الخناجرَ والسيوف الأيبيرية لاحقًا حنبعلُ وجيوشه القرطاجية.  اللوسيتاني، وهو شعب من عصر ما قبل الكلت يهيمن على الأراضي الواقعة غرب أيبيريا (معظم البرتغال الحديثة وإكستريمادورا ) في صد الإمبراطورية الرومانية لسنوات عديدة باستخدام مجموعة متنوعة من التكتيكات المبتكرة والأسلحة الخفيفة، بما في ذلك الرماح القصيرة ذات النصل الحديدي. والخناجر على غرار الأنماط الأيبيرية.

### العصور الوسطى
يظهر مصطلح (dagger) والذي يعني خنجر، فقط في أواخر العصور الوسطى، مما يعكس حقيقة أنه على الرغم من أن الخنجر كان معروفًا في العصور القديمة، إلا أنه اختفى خلال أوائل العصور الوسطى، واستبدله سكين القطع أو السكين السكسونية.
عاد الخنجر إلى الظهور في القرن الثاني عشر باسم (knightly dagger) "خنجر الفارس"، أو بشكل أكثر دقة خنجر ذو مقبض متقاطع أو خنجر كويلون،  وطُوِّر ليصبح ذراعًا وأداة شائعة للاستخدام المدني في أواخر العصور الوسطى.

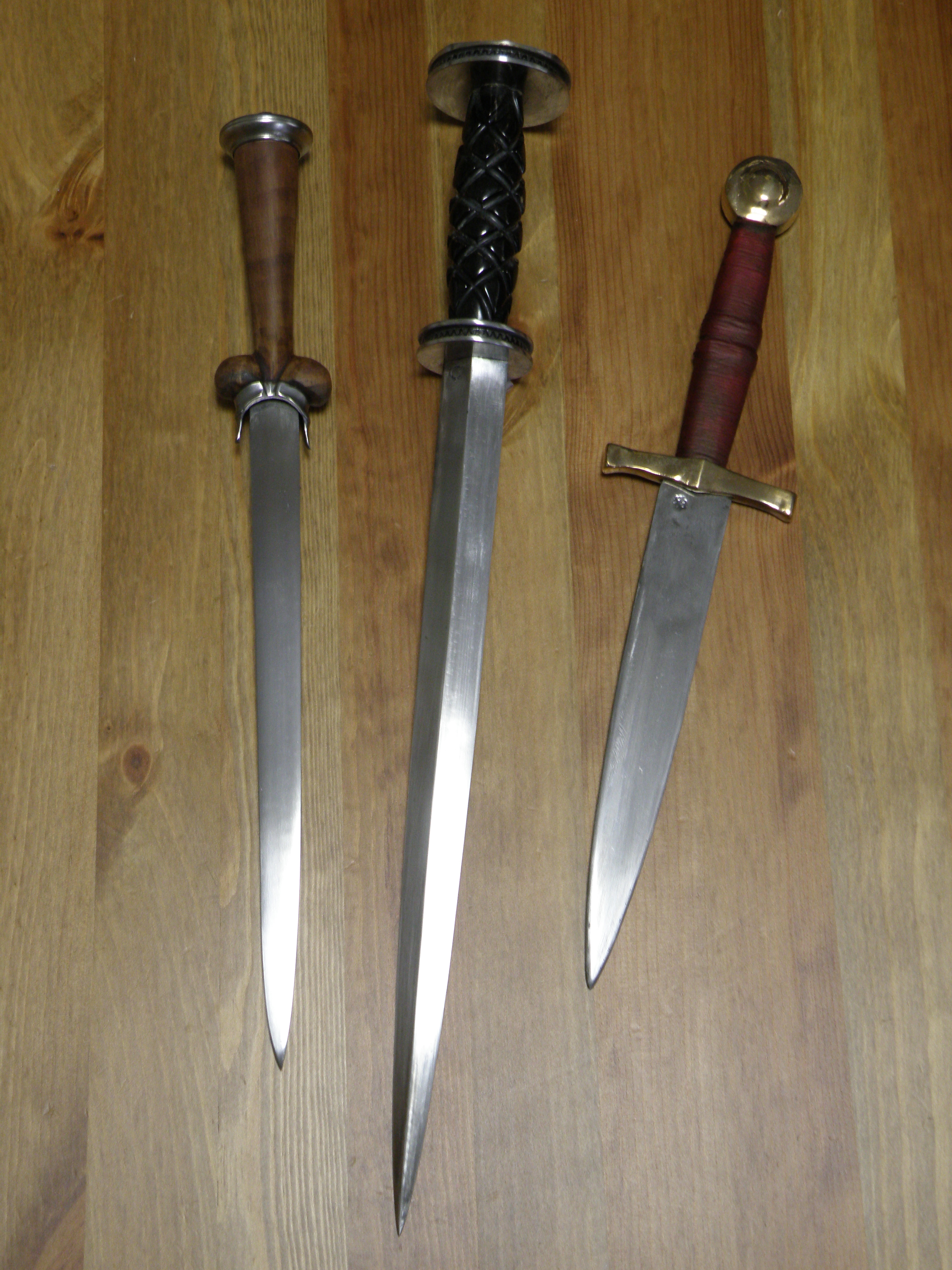
النسخ الحديثة من خناجر العصور الوسطى. من اليسار إلى اليمين: خنجر بالوك ، خنجر روندل ، وخنجر كويلون

أقدم تصوير معروف للخنجر المتقاطع هو ما يسمى بـ "نقش غيدو" داخل غروسمونستر في زيورخ ( نحو 1120  ) . عُثِر على  صور الخنجر المتقاطع المتطور بالكامل في كتاب مورغان المقدس ( نحو  1240 ). العديد من هذه الخناجر ذات المقبض المتقاطع تشبه السيوف المصغرة، مع حواجز ومقابض متقاطعة تشبه إلى حد كبير سيوف تلك الفترة.  ذلك، فإن البعض الآخر لا يتطابق تمامًا مع تصميمات السيوف المعروفة، على سبيل المثال أغطية الحلق، أو الحلق الكبير على شكل نجمة مجوفة على ما يسمى "الخناجر البرغندية الشعارية" أو شكل الهوائي المتقاطع والحلق، الذي يذكرنا بخناجر عصر هالستات.  استمر النوع المتقاطع جيدًا في عصر النهضة.
يبدو أن المصطلح الفرنسي القديم "داجو(dague)" قد أشار إلى هذه الأسلحة في القرن الثالث عشر، إلى جانب مصطلحات أخرى مثل مؤثرة وباسيلارد . استخدم الخنجر الإنجليزي الأوسط منذ ثمانينيات القرن الرابع عشر .
خلال هذا الوقت، غالبًا ما كان الخنجر يستخدم كسلاح دفاع ثانوي في القتال المباشر . تطور خنجر الفارس إلى سكين باسيلارد أكبر في القرن الرابع عشر. خلال القرن الرابع عشر، أصبح من الشائع إلى حد ما أن يقاتل الفرسان سيرًا على الأقدام لتعزيز خط دفاع المشاة. وهذا استلزم المزيد من استخدام الخناجر. وفي أجينكور (1415)، استخدمها الرماة لإرسال الفرسان الراجلين عن طريق دفع الشفرات الضيقة عبر فتحات الخوذة والفتحات الأخرى.  كان الباسلارد يعتبر وسيطًا بين السيف القصير والخنجر الطويل، وأصبح شائعًا أيضًا كسلاح مدني. سلون إم إس . 2593 ( ج.  1400 ) يسجل أغنية تسخر من استخدام سكاكين البازلر كبيرة الحجم كإكسسوارات للأزياء. أسلحة من هذا النوع تسمى أنليس، في مكان ما بين خنجر كبير وسيف قصير، كانت مستخدمة كثيرًا في إنجلترا في القرن الرابع عشر كأدوات للمدنيين تُرتدى "معلقة بحلقة من الحزام".
في أواخر العصور الوسطى، أصبحت السكاكين ذات تصميمات الشفرات التي تركز على هجمات الدفع، مثل الخنجر، شائعة بشكل متزايد، ولم تعد بعض سكاكين الدفع التي يشار إليها عادة باسم "الخناجر" ذات حافة قطع. كان هذا ردًا على نشر الدروع الثقيلة، مثل الدرع والدروع اللوحية، حيث كانت هجمات القطع غير فعالة وكان التركيز على الدفعات ذات الشفرات الضيقة لاختراق البريد أو استهداف تقاطعات الألواح المدرعة (أو شقوق عين حاجب الخوذة). ). تُصنف أسلحة الدفع هذه في العصور الوسطى المتأخرة حسب شكل مقبضها على أنها إما خناجر دائرية أو خناجر أذن أو خناجر أذن . تمت صياغة مصطلح خنجر في هذا الوقت، وكذلك المصطلح الألماني الحديث المبكر dolch ( tolch ) و degen ( tegen ). في المدرسة الألمانية للمبارزة، قام يوهانس ليختناور ( السيدة 3227 أ ) وخلفاؤه (على وجه التحديد أندريس ليجنيزر في كود 44 أ 8 ) بتعليم القتال بالخنجر.
تشبه هذه التقنيات في بعض النواحي القتال الحديث بالسكاكين، لكنها ركزت على ضربات الضرب بشكل حصري تقريبًا، بدلاً من الجروح والجروح. عند استخدامه بشكل هجومي، غالبًا ما يستخدم الهجوم القياسي القبضة العكسية أو قبضة الجليد، والطعن لأسفل بالشفرة لزيادة الدفع وقوة الاختراق. جرى القيام بذلك في المقام الأول لأن نقطة الشفرة اضطرت في كثير من الأحيان إلى اختراق أو دفع سلسلة البريد الفولاذية أو الدرع اللوحية للخصم من أجل إحداث إصابة. كان عيب استخدام خنجر القرون الوسطى بهذه الطريقة هو أنه يمكن صده بسهولة من خلال مجموعة متنوعة من التقنيات، أبرزها عن طريق كتلة بذراع بدون سلاح في حين يُهجم في نفس الوقت بسلاح ممسوك باليد اليمنى. وكان العيب الآخر هو تقليل وصول الشفرة الفعال إلى الخصم عند استخدام القبضة العكسية. نظرًا لأن ارتداء الدروع لم يعد صالحًا، بدأت تقنيات القتال بالخناجر في التطور والتي ركزت على استخدام الخنجر بقبضة تقليدية أو أمامية، في حين احتُفظ بالقبضة العكسية أو قبضة الجليد عند مهاجمة خصم مطمئن من الخلف، كما هو الحال في اغتيال.

### عصر النهضة والفترة الحديثة المبكرة
كان الخنجر شائعًا جدًا سلاح سياج ودفاع شخصي في إسبانيا في القرنين السابع عشر والثامن عشر، حيث كان يشار إليه باسم داغا أو بونيال.  خلال عصر النهضة، استخدم الخنجر جزءًا من اللباس اليومي، وكانت الخناجر هي السلاح الوحيد المسموح لعامة الناس بحمله على وجوههم.  في اللغة الإنجليزية، تم إعارة المصطلحين poniard (بونيارد) و dirk (ديرك) خلال أواخر القرن السادس عشر إلى أوائل القرن السابع عشر، والأخير في التهجئة dork ، durk (من المفترض عبر الألمانية المنخفضة، الهولندية أو الاسكندنافية dolk، dolch ، في النهاية من tulich السلافية الغربية ) ، ديرك التهجئة الحديثة التي يرجع تاريخها إلى الاسكتلنديين في القرن الثامن عشر .
بداية من القرن السابع عشر، استُخدم شكل آخر من الخناجر - حربة التوصيل ولاحقًا حربة المقبس - لتحويل البنادق وغيرها من الأذرع الطويلة إلى رماح عن طريق تركيبها على البرميل. استُخدمت بشكل دوري لتناول الطعام. استُخدمت الذراع أيضًا في مجموعة متنوعة من المهام الأخرى مثل إصلاح الأحذية وإصلاحات المنازل ووظائف المزرعة. وكانت الوظيفة الأخيرة للخنجر هي أنه وسيلة واضحة ومتفاخرة لتعزيز الملابس الشخصية للرجل، بما يتوافق مع الموضة التي تفرض على جميع الرجال حملها.

### الفترة الحديثة (القرن التاسع عشر إلى الحادي والعشرين)

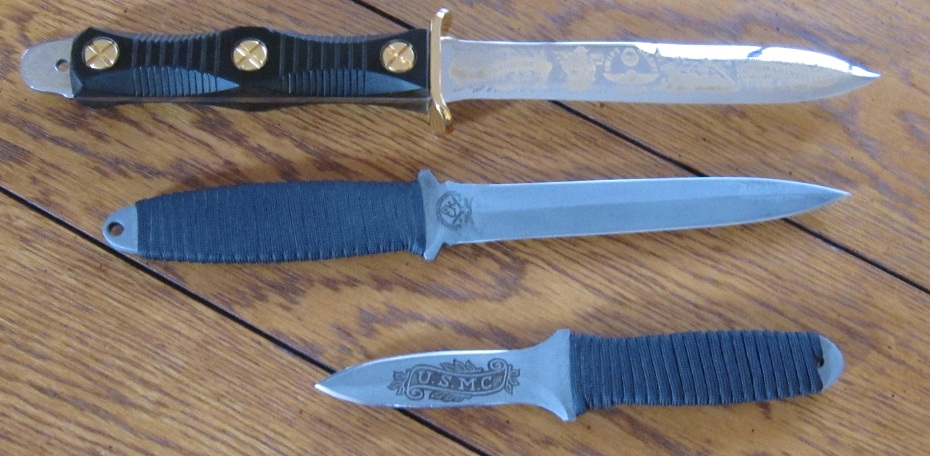
خناجر القرن العشرين

تسببت حرب الخنادق في الحرب العالمية الأولى في عودة الخناجر والسكاكين القتالية إلى اللعب مرة أخرى. كما أنها استبدلت السيوف التي يرتديها الضباط، والتي كانت طويلة جدًا وغير مناسبة لحرب الخنادق. لقد ارتُديت بكل فخر دليلًا على أنهم خدموا في الخطوط الأمامية.
اكتسبت الخناجر شهرة عامة في القرن العشرين باعتبارها زيًا مزخرفًا أثناء الديكتاتوريات الفاشية في إيطاليا موسوليني وألمانيا هتلر. استخدمت العديد من البلدان الأخرى  خناجر الملابس أيضًا، بما في ذلك اليابان، ولكن لم تستخدم بنفس القدر. كمعدات قتالية، حملها العديد من قوات المشاة وقوات الكوماندوز خلال الحرب العالمية الثانية . أُصدِر خنجر رفيع خصوصًا لوحدات الكوماندوز البريطانية ووحدات النخبة الأخرى، وهو سكين القتال فيربيرن سايكس، الذي طوره ويليام إي فيربيرن وإريك إيه سايكس من تجارب القتال المباشر الواقعية المكتسبة أثناء الخدمة في قوة شرطة بلدية شنغهاي.  أثبت خنجر FS شعبيته الكبيرة لدى قوات الكوماندوز، الذين استخدموه في المقام الأول للقضاء على الحراس. أُنتج خنجر قتال مماثل لبعض وحدات مشاة البحرية الأمريكية غزاة مشاة البحرية الأمريكية في المحيط الهادئ، وهو خنجر مشاة البحرية الأمريكية،  على الرغم من أن هذا التصميم المعدل أثبت أنه أقل نجاحًا عند استخدامه في نوع القتال بالسكاكين الذي تمت مواجهته في مسرح المحيط الهادئ  بسبب استخدام هذا الإصدار لمواد وتقنيات تصنيع أقل جودة.
خلال حرب فيتنام، كان سكين جربر مارك 2 ، الذي صممه كابتن الجيش الأمريكي بود هولزمان وآل مار، نمطًا شائعًا لسكين القتال اشتراه العديد من الجنود الأمريكيين ومشاة البحرية الذين خدموا في تلك الحرب.
وبصرف النظر عن القوات العسكرية، لم تعد معظم الخناجر تُحمل علنًا، بل مخفية في الملابس. أحد الأشكال الأكثر شيوعًا للخنجر القابل للإخفاء هو سكين الحذاء . سكين الحذاء ليس أكثر من خنجر قصير مضغوط بما يكفي لارتدائه على أسفل الساق، عادةً عن طريق غمد مقصوص أو مربوط بالحذاء أو بأحذية أخرى.

## الخنجر في مصر القديمة
في مصر القديمة، كانت الخناجر تُصنع عادةً من النحاس أو البرونز، بينما كان لدى الملوك أسلحة ذهبية. على الأقل منذ عصر ما قبل الأسرات في مصر،  ( نحو  3100 ق.م. ) زُيّنت الخناجر لتكون أشياء احتفالية بمقابض ذهبية، وبعد ذلك أصبحت أكثر زخرفة وتنوعًا. عُثِر على خنجر فضي مبكر بتصميم الضلع الأوسط. وكشف افتتاح مقبرة توت عنخ آمون عام 1924 عن خنجرين، أحدهما بشفرة ذهبية والآخر من الحديد المصهور. ويعتقد أن مومياوات الأسرة الحادية عشرة دُفنت بسيوف برونزية؛ وهناك خنجر برونزي لتحتميس الثالث. (الأسرة الثامنة عشرة)، ج.  1600 قبل الميلاد، والدروع البرونزية والسيوف والخناجر لمين بتاح الثاني. من (الأسرة التاسعة عشرة) ج. 1300  ق.م.
لم يبدأ إنتاج الحديد حتى عام 1200 قبل الميلاد، ولم يُعثَر على خام الحديد في مصر، مما يجعل الخنجر الحديدي نادرًا، ويشير السياق إلى أن خنجر الحديد قُيِّم بمستوى يساوي نظيره الذهبي الاحتفالي.  هذه الحقائق وتركيبة الخنجر تشير منذ فترة طويلة إلى أصل خنجر توت عنخ آمون نيزكي،  ومع ذلك، فإن الدليل على أصله النيزكي لم يكن قاطعًا تمامًا حتى يونيو 2016 عندما أكد الباحثون الذين يستخدمون مطياف الأشعة السينية وجود نسب مماثلة للمعادن ( حديد، 10% نيكل، 0.6% كوبالت) في نيزك اكتُشف في المنطقة، ترسّب بواسطة وابل نيزك قديم.
أحد أقدم الأشياء المصنوعة من الحديد المصهور هو خنجر يعود تاريخه إلى ما قبل عام 2000 قبل الميلاد، وقد عُثِر عليه في سياق يشير إلى أنه عُومل  قطعة زينة ذات قيمة كبيرة. عُثِر على الخنجر في مقبرة هاتيك الملكية التي يرجع تاريخها إلى نحو 2500 قبل الميلاد، في ألاكا هويوك في شمال الأناضول، وله نصل حديدي مصهور ومقبض ذهبي.

## الخنجر كرمز ثقافي
الخنجر غامض رمزيا. بالنسبة لبعض الثقافات والمنظمات العسكرية، يرمز الخنجر إلى الشجاعة والجرأة في القتال.

### الخنجر في الثقافة الأوروبية
قد ترتبط الخناجر بالخداع أو الغدر نظرًا لسهولة الإخفاء والمفاجأة التي يمكن أن يلحقها المستخدم بضحية غير متوقعة. وبالفعل، فقد جرى تنفيذ العديد من الاغتيالات باستخدام الخنجر، بما في ذلك اغتيال يوليوس قيصر.  هجوم العباءة والخنجر هو الهجوم الذي يهاجم فيه عدو مخادع أو خائن أو مستتر شخصًا.  لاحظ البعض وجود علاقة قضيبية بين الخناجر وخلافة السلالات الملكية في الأدب البريطاني.
في الأعمال الفنية الأوروبية، ارتبطت الخناجر أحيانًا بـ هيكات، ملكة السحر اليونانية القديمة.
تنبع الوصمة الاجتماعية للخنجر من استخدامه الدوري في ارتكاب هجمات قاتلة ومشينة، بدءًا من اغتيال يوليوس قيصر عام 44 قبل الميلاد، وحتى استخدام اليد السوداء للخنجر في أوائل القرن العشرين في أمريكا.  وبالتالي، فقد طورت ارتباطًا عامًا بالاعتداءات المفاجئة لمجرمين وقتلة عازمين على طعن الضحايا المطمئنين.  حتى يومنا هذا، تحظر القوانين الجنائية في العديد من الدول وبعض الولايات الأمريكية على وجه التحديد حمل الخنجر كسلاح محظور.

### الخنجر في الثقافة العربية
الخنجر من الأسلحة البيضاء التي اشتهرت بها بعض الدول مثل اليمن وسلطنة عمان والسعودية، والخناجر في كلتا الدولتين الواقعتين في شبه الجزيرة العربية ليست نوعًا وشكلاً واحدًا، فهناك العديد من المسميات والأنواع، وذلك بحكم انتشار صناعة الخناجر في أجزاء عديدة من عُمان واليمن، والتنافس بين صُناعها في إظهار مهاراتهم الفنية في نقش وزخرفة هذه الخناجر التي تحمل مميزات وخصوصيات كل منطقة، عبر الأشكال والأنواع التي تشتهر فيها.
بمقابل الخنجر في جنوب الجزيرة العربية، يشتهر في شمالها وبلاد الشام سلاح أصغر منها قليلاً يسمى بالشبريّة لكونه بطول الشبر، أي المسافة بين السبابة والإبهام على أقصى اتساعهما، والشبرية من مكونات زي الحرس الملكي الأردني وقوات البادية هناك.
تعددت مواد صناعة الخناجر من البرونز والصلب والحديد كما تعددت مواد صناعة الأنصال من العظام إلى الخشب في العصر الحديث. وتتعدد أنواع الخناجر، فهناك النزواني الذي يتميز بكبر الحجــم مقارنة بالصوري الذي تغرز في قرنه مسامير صغيرة على شكل نجمة أو متوازي أضلاع، وهناك أيضاً الخنجر السعيدي التي تنسب إلى العائلة المالكة والخنجر الصحاري وغيرها، والاختلاف يأتي من حجم وشكل الخنجر ونوع المعدن الذي يصنع منه أو يطلى به. وهناك مثلاً الخنجر البوسعيدي يكون رأس نصله بيضاوي الشكل تقريبا ويلبسه سلاطين عمان.

### أجزاء الخنجر

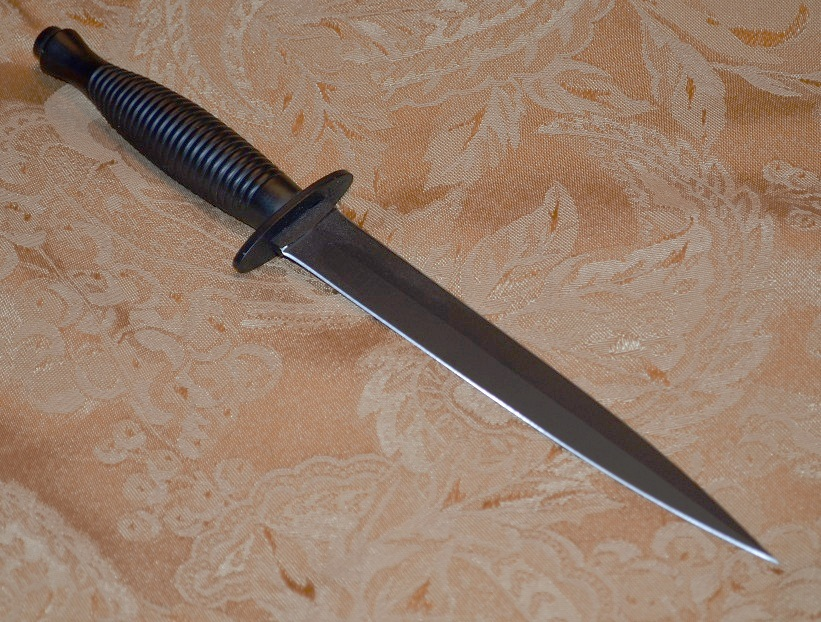
خنجر حديث

والخناجر على اختلاف أنواعها تحمل سمات مشتركة وتتكون من الأجزاء التالية:
- القرن (المقبض): ويختلف من منطقة إلى أخرى واغلى المقابض ثمناً تلك المصنوعة من قرن الزراف أو الخرتيت، أما الصندل والرخام فهي من الخامات البديلة لصناعة المقبض.
- النصلة (شفرة الخنجر): وتختلف من ناحية القوة والجودة وتعد من محددات قيمة وأهمية الخنجر.الصدر (أعلى الغمد): وهذا الجزء عادة ما يكون مزخرفاً بنقوش فضية دقيقة.
- القطاعة (الغمد): وهو الجزء الأكثر جاذبية في الخنجر، ويكون مطعماً بخيوط فضية.وتكمن قيمة الخنجر في القرن والنصلة، فالقطاعة والصدر، ومن ثم الطوق (أسفل المقبض)، لذلك وبحسب القول السائد هي (زينة وخزينة) في آن معاً.

الخنجر من الملامح العمانية التي تستمر المحافظة عليها، فيندر مشاهدة رجل عماني لا يتمنطق خنجراً في حفل رسمي، ولا سيما لدى الوجهاء والأعيان وفي المناسبات الوطنية والخاصة كعقد القران والزفاف والتكريم وغيرها.
وإن كان الخنجر قديماً يحمل أساساً للدفاع عن النفس، فإنه حالياً يعد من كماليات الأناقة ولوازم الوجاهة التي لا يُستغنى عنها، فالعماني يحرص على اقتنائها أو إهدائها كتحفة فنية رائعة، كيف لا وتعد الخنجر إحدى سمات الشخصية العمانية، وقد تميز الرجل العماني بهذا المظهر الذي يعتبر من أهم مفردات الأناقة الذكورية.
و تُصنع الخناجر من الفضة الخالصة التي كانت تُستخلص من صهر النقود الفضية المتداولة قديماً بعد فصل الحديد عنها، وهي عملية دقيقة قد تستغرق أكثر من شهر، غير أن الوقت الأكبر كانت تستغرقه عملية النقش على صفائح الفضة.